# Devonte' Graham
Devonte' Terrell Graham (Raleigh, 22 febbraio 1995) è un cestista statunitense.

## Carriera
È stato selezionato dagli Atlanta Hawks al secondo giro del Draft NBA 2018 (34ª scelta assoluta).

## Statistiche

### NCAA
| Anno      | Squadra         | PG  | PT  | MP   | TC%  | 3P%  | TL%  | RP  | AP  | PRP | SP  | PP   |
| --------- | --------------- | --- | --- | ---- | ---- | ---- | ---- | --- | --- | --- | --- | ---- |
| 2014-2015 | Kansas Jayhawks | 29  | 0   | 17,8 | 39,3 | 42,5 | 72,4 | 1,5 | 2,1 | 0,9 | 0,0 | 5,7  |
| 2015-2016 | Kansas Jayhawks | 38  | 36  | 32,6 | 46,0 | 44,1 | 74,4 | 3,3 | 3,7 | 1,4 | 0,1 | 11,3 |
| 2016-2017 | Kansas Jayhawks | 36  | 36  | 35,3 | 42,8 | 38,8 | 79,3 | 3,1 | 4,1 | 1,5 | 0,2 | 13,4 |
| 2017-2018 | Kansas Jayhawks | 39  | 39  | 37,8 | 40,0 | 40,6 | 82,7 | 4,0 | 7,2 | 1,6 | 0,1 | 17,3 |
| Carriera  | Carriera        | 142 | 111 | 31,7 | 42,2 | 40,9 | 78,7 | 3,1 | 4,5 | 1,4 | 0,1 | 12,3 |

#### Massimi in carriera
- Massimo di punti: 35 (2 volte)[1]
- Massimo di rimbalzi: 8 (2 volte)
- Massimo di assist: 13 vs West Virginia (10 marzo 2018)
- Massimo di palle rubate: 5 vs Wichita State (22 marzo 2015)
- Massimo di stoppate: 2 vs Davidson (17 dicembre 2016)
- Massimo di minuti giocati: 46 vs Oklahoma (4 gennaio 2016)

### NBA

#### Regular Season
| Anno      | Squadra           | PG  | PT  | MP   | TC%  | 3P%  | TL%  | RP  | AP  | PRP | SP  | PP   |
| --------- | ----------------- | --- | --- | ---- | ---- | ---- | ---- | --- | --- | --- | --- | ---- |
| 2018-2019 | Charlotte Hornets | 46  | 3   | 14,7 | 33,3 | 28,1 | 76,1 | 1,4 | 2,6 | 0,5 | 0,0 | 4,7  |
| 2019-2020 | Charlotte Hornets | 63  | 53  | 35,1 | 38,2 | 37,3 | 82,0 | 3,4 | 7,5 | 1,0 | 0,2 | 18,2 |
| 2020-2021 | Charlotte Hornets | 55  | 44  | 30,2 | 37,7 | 37,5 | 84,2 | 2,7 | 5,4 | 0,9 | 0,1 | 14,8 |
| 2021-2022 | N.O. Pelicans     | 76  | 63  | 28,4 | 36,3 | 34,1 | 84,3 | 2,3 | 4,2 | 0,9 | 0,2 | 11,9 |
| 2022-2023 | N.O. Pelicans     | 53  | 0   | 15,3 | 36,8 | 34,7 | 74,6 | 1,4 | 2,2 | 0,6 | 0,2 | 5,3  |
| 2022-2023 | San Antonio Spurs | 20  | 8   | 26,4 | 38,0 | 35,8 | 75,0 | 2,5 | 4,0 | 0,8 | 0,3 | 13,0 |
| 2023-2024 | San Antonio Spurs | 23  | 0   | 13,6 | 35,2 | 30,1 | 81,3 | 1,6 | 2,1 | 0,4 | 0,1 | 5,0  |
| Carriera  | Carriera          | 336 | 171 | 24,9 | 37,1 | 35,4 | 81,2 | 2,3 | 4,3 | 0,8 | 0,2 | 11,1 |

#### Play-off
| Anno     | Squadra       | PG | PT | MP   | TC%  | 3P%  | TL%  | RP  | AP  | PRP | SP  | PP  |
| -------- | ------------- | -- | -- | ---- | ---- | ---- | ---- | --- | --- | --- | --- | --- |
| 2022     | N.O. Pelicans | 6  | 0  | 10,0 | 33,3 | 35,7 | 87,5 | 1,5 | 0,7 | 0,2 | 0,2 | 4,0 |
| Carriera | Carriera      | 6  | 0  | 10,0 | 33,3 | 35,7 | 87,5 | 1,5 | 0,7 | 0,2 | 0,2 | 4,0 |

#### Massimi in carriera
- Massimo di punti: 40 vs Brooklyn Nets (11 dicembre 2019)[2]
- Massimo di rimbalzi: 9 vs Oklahoma City Thunder (27 dicembre 2019)
- Massimo di assist: 15 vs Detroit Pistons (27 novembre 2019)
- Massimo di palle rubate: 5 (2 volte)
- Massimo di stoppate: 2 (6 volte)
- Massimo di minuti giocati: 46 vs Oklahoma City Thunder (27 dicembre 2019)